# Sharon (Nuevo Hampshire)
Sharon es un pueblo ubicado en el condado de Hillsborough en el estado estadounidense de Nuevo Hampshire. En el Censo de 2010 tenía una población de 352 habitantes y una densidad poblacional de 8,7 personas por km².

## Geografía
Sharon se encuentra ubicado en las coordenadas 42°48′59″N 71°56′4″O / 42.81639, -71.93444. Según la Oficina del Censo de los Estados Unidos, Sharon tiene una superficie total de 40.44 km², de la cual 40.44 km² corresponden a tierra firme y (0%) 0 km² es agua.

## Demografía
Según el censo de 2010, había 352 personas residiendo en Sharon. La densidad de población era de 8,7 hab./km². De los 352 habitantes, Sharon estaba compuesto por el 97.16% blancos, el 0.28% eran afroamericanos, el 0% eran amerindios, el 1.99% eran asiáticos, el 0% eran isleños del Pacífico, el 0.28% eran de otras razas y el 0.28% pertenecían a dos o más razas. Del total de la población el 1.14% eran hispanos o latinos de cualquier raza.